# Sturmia flavidipennis
Sturmia flavidipennis är en tvåvingeart som först beskrevs av Macquart 1854.  Sturmia flavidipennis ingår i släktet Sturmia och familjen parasitflugor.
Artens utbredningsområde är Italien. Inga underarter finns listade i Catalogue of Life.